# Севрюково (городской округ город Тула)
Севрюко́во — деревня в Тульской области России. 
В рамках организации местного самоуправления входит в городской округ город Тула, в рамках административно-территориального устройства — в Ленинский район Тульской области.

## География
Находится в 18 км к северу от Тулы и 156 км от Москвы. Через деревню проходит трасса М2 «Крым».
У автодороги на южном выезде из деревни находится братская могила с захоронением воинов, погибших в боях в период Великой Отечественной войны, 1941—1945 гг.

## История
До 1990-х гг. деревня входила в Октябрьский сельский совет Ленинского района Тульской области, с 1997 года — в Октябрьский сельский округ. 
В рамках организации местного самоуправления с 2006 до 2014 гг. деревня включалась в сельское поселение Рождественское Ленинского района. С 2015 года входит в Зареченский территориальный округ в рамках городского округа город Тула. 

## Население
| 2010 |
| ---- |
| 28   |